# رفیق سایدام
رفیق سایدام (انگلیسی: Refik Saydam؛ ۸ سپتامبر ۱۸۸۱ – ۸ ژوئیهٔ ۱۹۴۲) یک سیاست‌مدار اهل ترکیه بود.